# Хуан Фернандес
Хуан Фернандес (ісп. Juan Fernández, *1536 — †1604) — іспанський мореплавець і відкривач земель. У 1563 році він за 30 днів доплив з Кальяо в Перу до Вальпараїсо в Чилі. Чутки про його навігаторські здібності швидко розповсюдилися по всій Іспанії.
22 листопада 1574 року він відкрив архіпелаг на захід від Чилі, що зараз називається на його честь. На цих островах Фернандес залишив декілька кіз як продовольчий резерв. Коли на островах висадився Александр Селькірк, прототип літературного героя Робинзона Крузо, він виявив на острові популяцію цих кіз. За минулий час вони встигли утворити окрему породу, яка була бурого кольору і в порівнянні з своїми предками зменшилася в розмірах. На честь Хуана Фернандеса цей підвид сьогодні називають козами Хуана Фернандеса.
Іншими відкриттями Хуана Фернандеса були чилійські острови Сан-Амбросіо і Сан-Фелікс.